# Kriss (animatrice)
Pour les articles homonymes, voir Kriss.
Corinne Gorse, dite Kriss (Kriss Graffiti, Laka, Kriss Crumble ou La Kriss), est une actrice, scénariste, productrice-animatrice de radio française née le 17 avril 1948 à Neuilly-sur-Seine et morte le 19 novembre 2009 à Issy-les-Moulineaux.
Elle est la fille du diplomate et homme politique français, plusieurs fois ministre de la IVe et de la Ve République, Georges Gorse.

## Biographie

### Famille et jeunesse
Née à Neuilly-sur-Seine d'une mère égyptienne, Nadine Gelat, écrivain, et de Georges Gorse, ministre et diplomate, Corinne Gorse passe son enfance en Tunisie et en Algérie.
Sous son vrai prénom (Corinne), elle fait ses premiers essais d'animatrice avec son frère (« le mage ») toute l'année 1968 dans la station de sports d'hiver naissante du Corbier (Savoie). Son charisme d'adolescente et son large sourire y sont remarqués.[réf. nécessaire]

### Carrière à la radio
En 1969, à vingt ans à peine, qu'elle commence sa carrière de femme de radio à France Inter. Elle rencontre Pierre Codou et Jean Garretto, alors producteurs de L'Oreille en coin, qui lui proposent de réaliser des entretiens et d'animer les dimanches après-midi.
En 1971, toujours sous l'impulsion de Jean Garretto et de Pierre Codou, Kriss participe à la réflexion sur l'esprit « FIP 514 » (France Inter Paris sur 514 m ondes moyennes) et devient l'une des premières « fipettes » (c'est ainsi que l'on appelle les animatrices de FIP). Cette radio, d'un type nouveau pour l'époque, propose un programme essentiellement composé de musique, d'informations et de brèves sur l'état de la circulation dans Paris. Ces brèves ont un ton et un humour qui sont la marque de Kriss.
Pendant la saison 1980-1981, elle anime sur France Inter À cœur et à Kriss, émission quotidienne à 15 heures.
L'émission Portraits sensibles, qu'elle produit et anime sur France Inter (2000-2004), interrompue à sa demande au bout de 719 éditions, lui vaut une notoriété dans l'art de l'entretien humaniste et insolite.

### Dernières années et mort
Depuis 2007, Kriss tenait ses auditeurs au courant de l'évolution de son état de santé, et revenait à l'antenne quand celui-ci le lui permettait. Sa dernière prestation sur France Inter a lieu le dimanche 21 juin 2009 en tant qu'invitée de sa propre émission Crumble où l'a conviée sa remplaçante Marie-Pierre Planchon.
Elle meurt d'un cancer des voies respiratoires à l'âge de soixante-et-un ans.
 
Elle repose au cimetière de Prunay-en-Yvelines, où est également enterré son père, Georges Gorse.

### La voix du Macintosh
En 1984, la cassette audio de découverte qui accompagne le premier Macintosh en France est enregistrée par Kriss, avec un accompagnement musical de Maxime Le Forestier créé sur un Apple II.

### Décoration
- 24 juillet 2009 :  Chevalière de l'ordre des Arts et des Lettres[8].

## Citations
« Dans deux minutes, l'antenne. Moment délicat où l'invité se décompose. Ses mains tremblent. Le faire rire. Où ai-je mis ma fiche ? Le distraire. Lui dire deux mots pour qu'il sente que j'ai compris ce qu'il vient défendre. Tenter une question comme on trempe un orteil dans la mer. Faire une gaffe, renverser mon verre, bafouiller, qu'il sache que c'est permis. Essais de voix. je mets mon casque. Mon casque c'est ma maison, mon cocon. J'écoute fort, à l'intérieur du son. J'entends les fêlures de sa voix, son souffle. Tout s'entend, la voix mouillée, la voix qui tremble, celle qui sourit, qui réclame. Les plaintes les plus lointaines sont inscrites dans la voix et les rires de l'enfance. Toutes ces voix qui s'envolent, invisibles et réelles. Est-ce bien raisonnable de déranger un satellite pour nos élucubrations ? Surtout ne jamais se poser cette question avant une émission. »

— La sagesse d'une femme de radio, L'Œil neuf (Jean-Claude Béhar) / France Inter, 2005,

« Ma copine Clafouti Gun et moi, on ne s'est pas connues dans une maison de passe à Bangkok en pratiquant des massages body-body au prince Charles qui, en récompense des services rendus, m'aurait obtenu une place à la radio. C'est bien pire ! On s'est rencontrées aux Jeannettes. Même qu'elle était chef pisteuse de première classe avec gland de chêne et trois étoiles matutines, alors que je n'étais qu'aide-aide-pisteuse, une feuille de vigne et deux bougies.
Mais surtout, on était malheureuses, très fières d'être malheureuses, culturistes du culte du malheur !!! Et on trouvait ça tout à fait normal. »

« Si vous vous êtes déjà dit en hochant la tête, ne serait-ce qu'une fois, Boaf, les ennuis ça fait partie de l'existence, c'est notre lot, c'est normal, vous aussi, vous célébrez le Grand Culte du Malheur ! Alors, je vous donne une recette pour en sortir : observez les poissons volants. »

— Sur un air de poissons volants, Seuil, 1981

## Filmographie

### Actrice
- 1967 : L'Ami Fritz : Lisbeth
- 1968 : Vivre la nuit
- 1968 : Ho !
- 1971 : La Ville bidon de Jacques Baratier : Zette
- 1972 : 4500 kilos d'or pur de Philippe Ducrest : Renata, la fille d'Antoine Verdi
- 1973 : La Duchesse d'Avila : Orlandine, la suivante de la duchesse
- 1973 : Elle court, elle court la banlieue : La voix de FIP dans les embouteillages
- 2003 : Radio France, 24h sur 24 : elle-même

### Scénariste
- 1979 : La Pitié dangereuse (TV)
- 1979 : Il était un musicien : épisode Monsieur Strauss (TV)

## Radio

### Émissions radiophoniques sur France Inter
- Septembre 1980-juin 1981 : À cœur et à Kriss - émission quotidienne à 15 heures avec Jacob Dellacqua, Alain Superbie
- Août 1989 : Songes d'une nuit d'été - au mois d'août uniquement, de 23 h 05 à minuit la semaine, avec Jacob Dellacqua
- Été 1990 : Simple Mixte - quotidienne de 9 semaines, en juillet et août, du lundi au vendredi, entre 9 h 00 et 11 h 00, en duo avec Gabriel Faivre
- Été 1993 : C'est la Kriss - quotidienne de 9h00 à 11h00
- 1993/94 : L'Heure du Kriss..me ! hebdomadaire, nuit du samedi au dimanche de minuit à 1 h 00
- Été 1994 : Une heure en douce
- 1994/95 : Microclimats
- Été 95 : Déjeuner sur l'herbe
- 1996-1999 : Dimanche en roue libre - avec Jacob Dellacqua
- 2000-2004 : Portraits sensibles
- 2005-juin 2009 : Kriss Crumble - le dimanche de 12 h 05 à 13 h

## Publications
- Le Parcours du cœur battant, Alta, 1976
- Sur un air de poissons volants, éditions du Seuil, 1981  (ISBN 978-2-02-006041-7)
- Ces filles too much, avec la collaboration de Jacob Dellacqua, Vertiges Éditions, coll. « Routes bizarres », 1985  (ISBN 2-86896-008-1)
- Le Fils de la Tortue, Acropole-Plon, 1990  (ISBN 978-2-7357-0169-8)
- Et l'amour dans tout ça, éditions Balland, 1989  (ISBN 978-2-7158-0746-4) ; rééd. poche J'ai lu, 1990  (ISBN 978-2-277-22822-6)
- L'Intrépide Petit Peuple, avec Jacob Dellacqua, Presses de la Cité, 1991  (ISBN 978-2-258-03584-3)
- Le Livre des Best, avec Jacob Dellacqua, éditions First, 1992  (ISBN 978-2-87691-035-5)
- Quand les femmes dansent, éditions Jean-Claude Lattès, 2001  (ISBN 2-7096-2089-8) (BNF 37635047)
- La Sagesse d'une femme de radio, Éditions du 81 (Jean-Claude Béhar) & France Inter, coll. « Sagesse d'un métier », 2005  (ISBN 978-2-915543-08-7)